# Léopold Delisle
Pour les articles homonymes, voir Delisle.
Léopold Victor Delisle, né à Valognes le 24 octobre 1826 et mort à Chantilly le 22 juillet 1910, est un historien et bibliothécaire français.
Il est administrateur général de la Bibliothèque nationale de France de 1874 à 1905.

## Les débuts

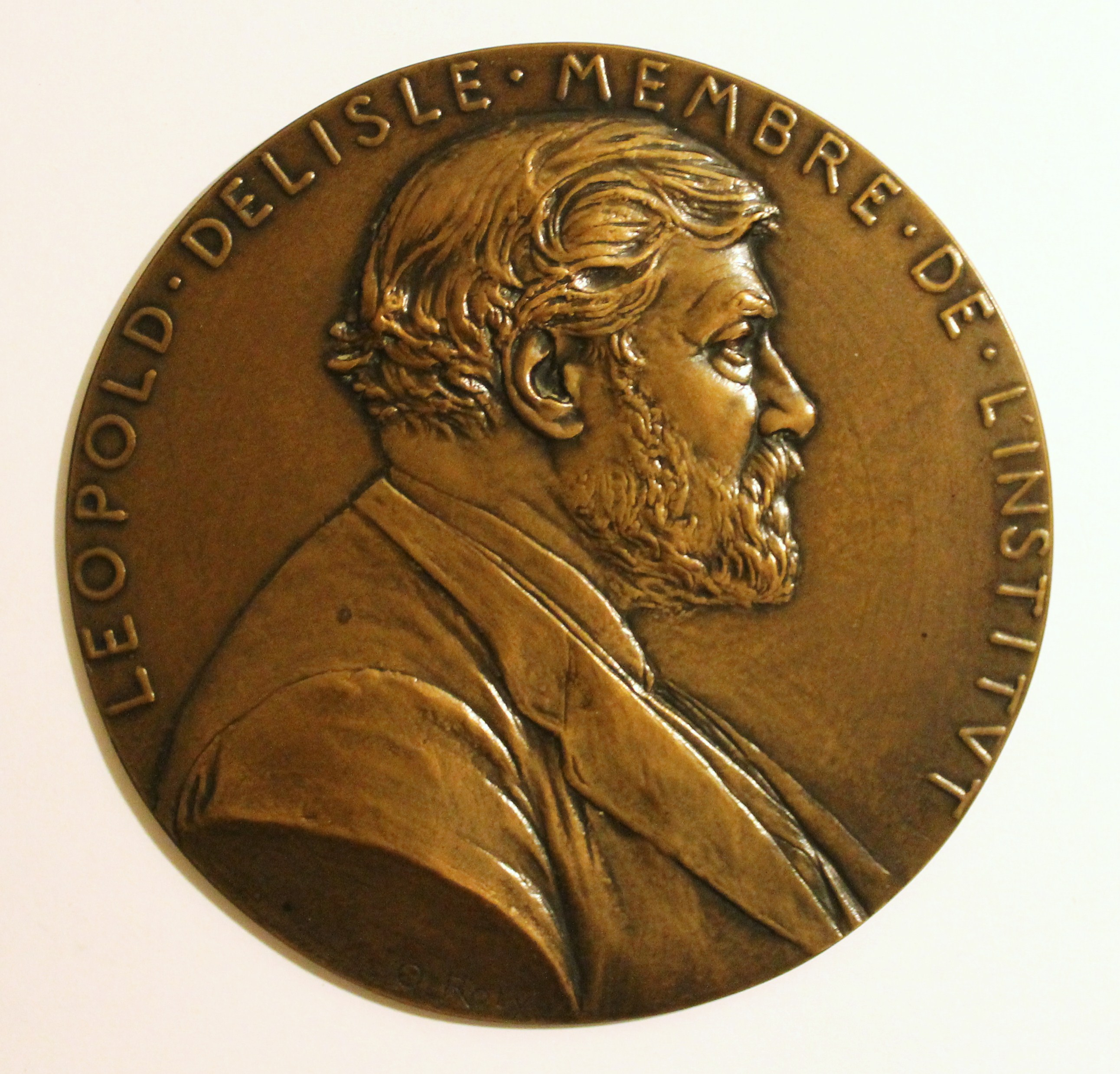
Médaille de Léopold Delisle par Oscar Roty

Léopold Delisle fut élevé à Valognes où il fréquenta l'historien et archéologue Charles de Gerville, qui l'initia à l'étude des sources manuscrites de la Normandie médiévale. Il termina de brillantes études à l’École des chartes avec une thèse intitulée Essai sur les revenus publics en Normandie au XIIe siècle (1849). Consacrant ses premières recherches à l’histoire de sa province natale, son ouvrage Études sur la condition de la classe agricole et l'état de l'agriculture en Normandie au Moyen Âge (1851), qui condense une énorme masse de faits tirés d’archives locales, fut réédité en 1905 sans changement et continue de faire autorité.
En 1852, il fut recruté à l’âge de 26 ans au Département des Manuscrits de la Bibliothèque nationale. Déjà connu comme auteur de plusieurs inventaires de manuscrits d'une valeur inestimable, lorsque le gouvernement décida d’imprimer un catalogue général des imprimés de la bibliothèque, Delisle fut le responsable de cette grande entreprise où il prit une partie active. Il compléta les quatre volumes du Cabinet des manuscrits de la Bibliothèque impériale en 1881. Il a donné une histoire détaillée de la bibliothèque et de sa gestion dans la préface du premier volume (1897).

## La Bibliothèque nationale
En 1874, il succéda à Jules-Antoine Taschereau au poste d’administrateur général de la Bibliothèque nationale, qu’il occupa jusqu’en 1905. Sous son administration, celle-ci s’enrichit de nombreux cadeaux, legs et acquisitions, notamment par l’achat d’une partie des manuscrits du comte d’Ashburnham. Il démontra que la majeure partie des manuscrits d’origine française qu’Ashburnham avait acquis en France, en particulier ceux achetés au libraire Barrois, avait été volée par Guillaume Libri, inspecteur-général des bibliothèques sous le roi Louis-Philippe et obtint par arrêté ministériel, pour la bibliothèque, l'autorisation du rachat des manuscrits. Il réalisa ensuite le Catalogue des manuscrits des fonds Libri et Barrois (1888) où se trouve consignée toute l’histoire du recouvrement de ces manuscrits (Texte en ligne sur Gallica). Il inaugure et théorise le traitement en recueils de certains documents :
« Il y a souvent un réel intérêt à former et à conserver en bon ordre certaines collections de pièces qu’il n’est pas indispensable et qu’il serait trop long de coter et de cataloguer une à une. On en constituera des recueils factices consacrés chacun à un sujet bien déterminé. ».
Élu à l’Académie des inscriptions et belles-lettres en 1859 et reçu à l’Académie de Rouen le 10 janvier 1868, il collabora aux tomes xxii et xxiii du Recueil des historiens de la France (1865) qui sont de valeur pour l’histoire sociale de la France au XIIIe siècle.

## Le savant
Le jubilé de l'association de ses cinquante ans de présence à la Bibliothèque nationale fut célébré le 8 mars 1903. Après sa retraite prise le 21 février 1905, il a donné nombre de rapports officiels et de catalogue ainsi qu’une description des livres et des manuscrits imprimés du Musée Condé à Chantilly laissés par le duc d'Aumale à l’Institut. Il rédigea beaucoup de rapports officiels et de catalogues de valeur avec un grand nombre de mémoires et de monographies sur des points liés à la paléographie et à l’étude de l’histoire et de l’archéologie (Mélanges de paléographie et de bibliographie (1880) avec un atlas et des articles dans l’Album paléographique (1887).
Parmi ses travaux purement historiques, une mention spéciale doit être faite de son Mémoire sur les actes d'Innocent III (1857) et de son Mémoire sur les opérations financières des Templiers (1889), une collection de documents de la plus haute valeur pour l’histoire de l’économie. Le trente-deuxième tome de l’Histoire littéraire de la France, qui est en partie son œuvre, est de grande importance pour l’étude des chroniques latines des XIIIe et XIVe siècles.
Delisle était considéré comme l’Européen assurément le plus érudit en ce qui concerne le Moyen Âge. Wilfrid Blunt l’a décrit dans sa Vie de Sydney Cockerell comme la plus grande autorité de son temps sur les manuscrits. Sa connaissance de la diplomatique, de la paléographie et de l’imprimerie était profonde. Sa puissance de travail, dans les catalogues était phénoménale et les services qu’il a rendus, à cet égard, à la Bibliothèque nationale ne peuvent être sous-estimés. Il avait épousé Laure Burnouf, fille de l’orientaliste Eugène Burnouf, qui fut sa collaboratrice pendant de nombreuses années.
Il est inhumé au cimetière du Père-Lachaise (59e division).

## Honneurs
Il a reçu le titre de docteur honoris causa de l'université Jagellonne de Cracovie en 1900.
En 1938, une rue de Paris prend son nom (13e arr.) : il s'agit de la voie qui poursuit la rue du Docteur-Magnan, entre la rue de Gentilly et la rue Edison.
A Valognes, une rue et une école primaire portent son nom.
Une salle au sein des nouveaux locaux de l’École nationale des chartes, au 65 rue de Richelieu (2ème arr.), porte son nom.

## Décorations
- Grand officier de la Légion d'honneur
- Pour le Mérite (Prusse)
- Ordre de Saint-Stanislas (Russie, 1894)

## Œuvre (liste non exhaustive)

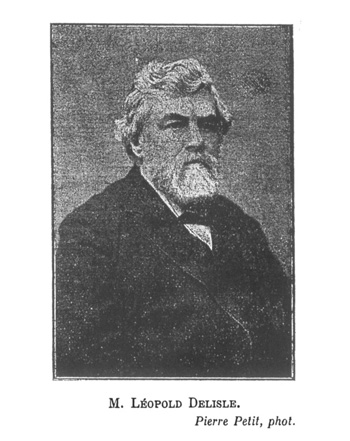
Photographie de L. Delisle par P. Petit

- Le cabinet des manuscrits de la Bibliothèque impériale; étude sur la formation de ce dépôt comprenant les éléments d'une histoire de la calligraphie de la miniature, de la reliure, et du commerce des livres à Paris avant l'invention de l'imprimerie, 3 vol. in fol., Paris, Imprimerie impériale, 1868-1881.
  - Tome 1
  - Tome 2
  - Tome 3
  - Tome 3bis : Planches
  - Tome 3 supplément : Liste des manuscrits cités
- Les cartulaires de la baronnie de Bricquebec, Saint-Lô, F. Le Tual, 1899
- Recueil des actes de Henri II, roi d'Angleterre et duc de Normandie, concernant les provinces françaises et les affaires de France, 3 vols., Paris, Impr. nationale, C. Klincksieck, 1916-1930
- Cartulaire normand de Philippe-Auguste, Louis VIII, saint Louis et Philippe le Hardi, Caen, Société des antiquaires de Normandie, 1882
- Actes normands de la Chambre des comptes sous Philippe de Valois (1328-1350), Rouen, A. le Brument, 1871
- Chronique de Robert de Torigni, abbé du Mont-Saint-Michel : suivie de divers opuscules historiques de cet auteur et de plusieurs religieux de la même abbaye : le tout publié d'après les manuscrits originaux, Rouen, A. Le Brument, Libraire de la Société de l'histoire de Normandie, 1872-1873
- Essai sur l'imprimerie et la librairie à Caen de 1480 à 1550, Caen, H. Delesques, 1891
- Les cartulaires de la baronnie de Bricquebec, Saint-Lô, F. Le Tual, 1899
- Fragments d'une chronique inédite relatifs aux événements militaires arrivés en Basse-Normandie de 1353 à 1389, Saint-Lô, F. Le Tual, 1895
- Études sur la condition de la classe agricole et l'état de l'agriculture en Normandie au Moyen Âge, Paris, H. Champion, 1903 New York, B. Franklin 1969, 1851
- Cartulaire normand de Philippe-Auguste, Louis VIII, Saint-Louis et Philippe-le-Hardi, Genève, Mégariotis, 1978, 1882
- Catalogue des livres imprimés ou publiés à Caen avant le milieu du XVIe siècle, Caen, L. Jouan, 1903-1904
- Instructions élémentaires et techniques pour la rédaction d'un catalogue de manuscrits et pour la rédaction d'un inventaire des incunables conservés dans les bibliothèques de France, Paris, H. Champion, 1910 (1re éd. : 1890)
- Instructions élémentaires et techniques pour la mise et le maintien en ordre des livres d’une bibliothèque, Lille, L. Danel, 1890.
- Littérature latine & histoire du Moyen Age, Paris, E. Leroux, 1890
- Mandements et actes divers de Charles V (1364-1380) recueillis dans les collections de la Bibliothèque Nationale, Paris, Imprimerie nationale, 1874
- Mélanges de paléographie et de bibliographie, Paris, Champion, 1880
- Mémoire sur les opérations financières des Templiers, Genève, Slatkine-Megariotis Reprints, 1975, 1889
- Notice sur les manuscrits du « Liber floridus » de Lambert, chanoine de Saint Omer, Paris, Impr. nationale, 1906
- Recherches sur la librairie de Charles V, roi de France, 1337-1380, Amsterdam, G. Th. van Heusden, 1967, 1907
- Rouleaux des morts du IXe au XVe siècle, Paris, Mme. Ve J. Renouard, 1866
- « Recherches sur l'ancienne bibliothèque de la cathédrale du Puy », Annales de la Société d'agriculture, sciences, arts et commerce du Puy,‎ 1866 (lire en ligne)
- « Les bibles de Théodulphe », Annales de la Société d'agriculture, sciences, arts et commerce du Puy,‎ 1876 (lire en ligne)